# هاجر دباغی
هاجر دباغی (زادهٔ ۲۲ مارس ۱۹۹۹) بازیکن فوتبال اهل ایران است که در باشگاه فوتبال زنان پیونیک ارمنستان بازی می‌کند.
وی همچنین در تیم‌های ملی فوتبال زنان ایران بازی کرده‌است.

## زندگی
هاجر دباغی، (زاده ۲ فروردین ۱۳۷۸در خمینی شهر اصفهان) بازیکن تیم فوتبال بانوان ایران است.
هاجر دباغی، دربارهٔ حذف ایران از رنکینگ فیفا، گفت: «برای دور دوم انتخابی المپیک از اواخر اسفند ۹۷ در اردو بودیم و لحظه تحویل سال هم در اردو حضور داشتیم. اما توجه نکردن مسوولان برای برگزاری اردو و مسابقات باعث شد، تمام زحماتمان بر باد برود و جز تاسف خوردن کاری از دستمان برنمی‌آید.»

## حرفه
هاجر دباغی از جمله بازیکنان فوتبال فوتبال اصفهان است که در سال ۱۳۹۵ با تیم آینده سازان میهن اصفهان موفق شد قهرمان لیگ برتر فوتبال بانوان ایران باشد. دباغی هم‌اکنون عضو سپاهان بوده و در لیگ برتر برای این تیم بازی می‌کند. پست اصلی این بازیکن مهاجم است.
دباغی ۴ سال سابقه حضور در لیگ برتر کشور و همچنین ۵ سال سابقه بر تن کردن لباس تیم ملی فوتبال زنان در رده‌های مختلف سنی را دارد و در فصل ۱۳۹۷ لیگ برتر فوتبال زنان کشور مجموعاً ۳۳ گل برای تیم سپاهان به ثمر رساند.
وی در تیم ملی و باشگاهی با شماره پیراهن ۲۰ در پست مهاجم بازی می‌کند.